# Vanden Plas
Vanden Plas es una banda alemana de rock y metal progresivo fundada a mediados de la década de 1980 (1986) y con base en Kaiserslautern. En 1991, su canción "Keep on Running" se convirtió en el himno del equipo de fútbol de su ciudad, el FC Kaiserslautern, logrando lo mismo tres años después con "Das Ist Für Euch". El vocalista de la banda, Andy Kuntz, es el creador del proyecto Abydos. Su disco Christ 0, editado el 31 de mayo de 2006, está basado en la famosa novela de Alejandro Dumas, El conde de Montecristo.

## Discografía
- Colour Temple (1994)
- AcCult (1996, EP acústico)
- The God Thing (1997)
- Far Off Grace (1999)
- Spirit of Live (2000, directo)
- Beyond Daylight (2002)
- Christ-0 (2006)
- The Seraphic Clockwork (2010)
- Chronicles of the Immortals - Netherworld (2014)
- Chronicles Of The Immortals: Netherworld II (2015)
- The Seraphic Live Works (2017, live album)
- The Epic Works 1991-2015 (2019, Box Set)
- The Ghost Xperiment: Awakening (2019)
- The Ghost Xperiment: Illumination (2020)

## Miembros
- Andy Kuntz - Voz
- Stephan Lill - Guitarra
- Torsten Reichert - Bajo
- Andreas Lill - Batería
- Günter Werno - Teclados